# Айбау
Айбау (нем. Eibau) — район общины Котмар в Германии, федеральная земля Саксония, район Гёрлиц.
Ранее был отдельной общиной. Община подразделялась на 3 сельских округа. С 1 января 2013 года Айбау вошёл в состав общины Котмар. На 28 февраля 2013 года население составляло 2981 человека (на 31 декабря 2010 года), площадь 17,37 км².
Айбау известен производством тёмного пива на частной пивоварне Privatbrauerei Eibau i.Sa. GmbH.

## Население
| Год  | Численность | Численность |
| ---- | ----------- | ----------- |
| 2018 | 2781        | [ 1 ]       |